# Collegio rabbinico d'America
Rabbinical College of America - in italiano: Collegio rabbinico d'America -  è uno dei più grandi collegi yeshivah chassidici di Chabad Lubavitch del mondo. Ha sede a Morristown (New Jersey) e ha formato migliaia di studenti rabbinici. La Yeshivah è sostenuta da filantropi ebrei, come David T. Chase and Ronald Lauder della Estée Lauder. È stata fondata ed è diretta da rabbi Moshe Herson. La crescita del collegio ha avuto un impatto culturale notevole sulla comunità e ha spinto molte famiglie ebree a spostarsi vicino alla Yeshiva e relative sinagoghe.
Legalmente riconosciuta dalla commissione statale New Jersey Commission on Higher Education, la Yeshiva assegna una laurea quadriennale in studi religiosi riconosciuta dall'Association of Advanced Rabbinical and Talmudic Schools.
Il collegio è situato nella contea di Morris (New Jersey) in un campus di 330.000 m2. Il campus è anche il quartier generale del movimento Chabad-Lubavitch del New Jersey.

## Programmi accademici
- Yeshiva Tomchei Temimim – rete internazionale di yeshiva Chabad, per uomini di età universitaria (18–22). Centinaia di laureati sono stati ordinati rabbini presso queste scuole rabbiniche superiori e officiano come rabbini presso Case Chabad e istituzioni comunitari in tutto il mondo.
  - Recentemente è iniziato un programma di  ordinazione rabbinica (semicha),[4] preparato in situ per laureati della Tomchei Temimin sotto la direzione di Rabbi Chaim Schapiro. Le lauree di ordinazione sono state contrassegnate e riconosciute dall'ex-Rabbino Capo di Israele, Rabbi Mordechai Eliyahu.
- Yeshiva Tiferes Bachurim – uno dei primi programmi internazionali per Ba'alei Teshuva[5]  fondato nell'estate del 1973 da Rabbi Avraham Lipskier, che ha anche officiato come primo Mashpia (e che successivamente ha fondato anche la Yeshiva Tiferes Menachem[6] a Seagate, New York). Questo programma è accreditato dalla Stato di New Jersey e può concedere lauree in Studi religiosi.[7]
- Kollel Tiferes Avreichim[8] per studenti sposati, con la direzione di Rabbi Chaim Brafman.
- Heder Lubavitch,[9] scuola ebraico-ortodossa mista, diretta da Rabbi Mendel Solomon, e come preside Rabbi Aaron Wilschanski.
- Programma Estivo Yeshiva - un programma per ragazzi di 13-14 anni condotto ogni estate, che include mezza giornata di studio e mezza di attività, con molte escursioni. Diretto da Rabbi Menachem Goldberg.[10]